# いいじゃない
「いいじゃない」は、1988年11月9日にリリースされた、渡辺美奈代の10枚目のシングル。CBSソニーより発売された。

## 解説
- 「♪いいじゃない」という歌詞が曲中、ひたすら25回繰り返し登場する。
- 本人は「ちょっと気の強い、背伸びした女の子のイメージの曲で、これまでの中で一番自分に近いんじゃないか」と語っている。[1]

## 収録曲
1. いいじゃない（3:59）
  - 作詞: 滋田美佳世／作曲: 鈴木慶一、渚十吾／編曲: 鈴木さえ子
2. ラストダンスはあなたに（3:32）
  - 作詞: 蓮田ひろか／作曲: 鈴木慶一、渚十吾／編曲: 鈴木慶一

## 収録作品
CD
- 恋してると、いいね -the Heart of Love- ※Remix version
- KISS! KISS! KISS! -MINAYO WATANABE BEST-
- 渡辺美奈代ベスト・コレクション
- GOLDEN☆BEST 渡辺美奈代 SINGLES
- 渡辺美奈代 30th Anniversary Complete Singles Collection Disc 2 M-3/M-4
- 結成30周年記念CD-BOX シングルレコード復刻ニャンニャン Disc 112 ※オリジナカラオケ含む
- おニャン子クラブ(結成30周年記念) シングルレコード復刻ニャンニャン［通常盤］8 Disc 1 M-3/M-4